# 张冲 (南朝)
张冲（5世纪—501年4月6日），表字思约，吴郡（今江苏省苏州市）人，南朝宋、南朝齐将领。张柬子，伯父张敷嗣子，戴颙外孙。
张冲早年在刘宋初辟主簿，跟随从叔张永为将，历任绥远将军、振威将军。南齐担任马头郡太守、盱眙郡太守。齐明帝永明六年（488年）担任西阳王冠军司马。永明八年（490年）监青州、冀州二州刺史事。齐明帝建武二年（495年），北魏攻打司州，派人攻打北魏军队，多所斩获。永元二年（500年）担任郢州刺史，雍州刺史萧衍起兵，他与鲁山守将房僧寄盟誓，据城抵抗萧衍，置阵据石桥浦，杀萧衍军主朱僧起，后来出战时被萧衍长史王茂大败。永元三年三月丁酉（501年4月6日），张冲病死。儿子张孜等人继续守城，不久投降。
孫張稚才，為南陳官員。

## 延伸阅读
[在维基数据编辑]
 《南齊書/卷49》，出自萧子显《南齊書》